# Sybaguasu cornutum
Sybaguasu cornutum là một loài bọ cánh cứng trong họ Cerambycidae.